# مسجد حطيطة
مسجد حطيطة (بالفارسية: مسجد حطیطه) هو مسجد تاريخي يعود إلى عصر الدولة القاجارية، ويقع في مقاطعة بردسكن، قرية حطيطة.